# 谢嘉艺
谢嘉艺（?—?），唐朝牂柯西謝蛮首领。
他是漢朝牂柯大姓謝氏的後裔，從晉朝謝恕之後，雄踞一方，世代為酋長。在牂柯之西，史稱西谢。相當於今天貴州省黔西南。祖父谢元齐于唐太宗贞观三年（629年）和謝龍羽、南謝謝疆、東謝谢元深一起遣使入贡。谢嘉艺在唐玄宗開元十年（722年）繼承父親酋長之位。開元二十五年（737年）后，趙君道佔據西謝的地區，後有趙國珍。